# Уничтожение самолётов в аэропорту Хартума (2023)
В период с 15 по 20 апреля 2023 года на фоне суданского конфликта в воздушной гавани Хартума были уничтожены либо повреждены более 10 гражданских самолётов.

## Обстановка
Утром 15 апреля 2023 года начинаются столкновения между Силами быстрого реагирования (СБР) и Вооружёнными силами Судана (ВСС). Вскоре представители СБР заявили, что захватили столичный аэропорт, хотя их оппоненты это отрицали. 18 апреля с 18:00 по местному времени было объявлено прекращение огня, после чего бои в районе воздушной гавани стихли.

## Сообщения
По сообщениям Flightradar24, в первый день конфликта в международном аэропорту Хартума несколько самолётов компаний Saudia, Badr Airlines (20 апреля полностью уничтожен) и SkyUp Airlines были повреждены. Позже Saudia подтвердила, что один из её бортов попал под обстрел перед взлётом, а все пассажиры, экипаж и персонал эвакуированы в посольство Саудовской Аравии. Среди пострадавших бортов был и самолёт Всемирной продовольственной программы (WFP).
Спутниковые снимки, опубликованные Maxar Technologies 17 апреля, показали последствия боёв в аэропорту. На первых трёх изображениях зафиксированы по меньшей мере 14 уничтоженных самолётов. Издание New York Times, проведя анализ спутниковых фото Maxar и Planet Labs, заявило о 20 бортах.
По состоянию на 21 апреля всего в Хартуме было известно о следующих уничтоженных либо повреждённых самолётах:
- Airbus A330-300 (Saudia), регистрационный номер HZ-AQ30
- Боинг 737-86Q (SkyUp Airlines), регистрационный номер UR-SQH
- Боинг 737-8AL (Badr Airlines), регистрационный номер 4L-MWA
- Боинг 737-300F (Asia Cargo Airlines[англ.]), регистрационный номер PK-YGW
- Ил-76ТД (Belcanto Airlines), регистрационный номер EW-576TH
- Ил-76 (правительство Судана[7]), регистрационный номер ST-PRA
- Неустановленные три Ил-76М, два Ан-74, один Ан-12.

Большая часть уничтожена к утру 17 апреля.

## Последствия
Вскоре были отменены рейсы ряда авиакомпаний из и в Судан. Боевые действия вокруг международного аэропорта и уничтожение гражданских самолётов усложнили эвакуацию иностранцев. Это вынудило многих ехать на машинах в Порт-Судан, который находится примерно за 650 км на северо-восток от Хартума. Уничтожение борта WFP повлияло на способность организации перемещать персонал и оказывать помощь людям по всей стране.

## Другие случаи
28 апреля 2023 года на авиабазе Вади-Саидна обстрелян турецкий эвакуационный самолёт. Борт нуждался в ремонте, так как была повреждена топливная система.